# Specke (Ebern)
Specke ist ein Gemeindeteil der Stadt Ebern im unterfränkischen Landkreis Haßberge in Bayern.

## Geografie
Der Weiler liegt im östlichen Teil des Landkreises etwa drei Kilometer nördlich der ehemaligen Kreisstadt Ebern an der Baunach. An dem Ort führt westlich die Bundesstraße 279 von Breitengüßbach nach Bad Neustadt an der Saale vorbei. Östlich befindet sich die Trasse der zu einem Radweg zurückgebauten Bahnstrecke Breitengüßbach–Maroldsweisach.

## Geschichte
Der Ortsname bedeutet „Siedlung an einem Knüppeldamm“. Die Erstnennung war im Jahr 1579 im Verlauf eines Streits zwischen dem Amtmann von Raueneck und den Rotenhan um die Gerichtsbarkeit „der Specke“. 1620/1621 verbot der Würzburger Bischof den Wein- und Bierausschank „auf der Specke“. 1799 wurde „Specken“ als einzeln liegender Gasthof an der Baunachstraße und 1840 als ein Hof mit sieben Häusern und 32 Einwohnern beschrieben.
Im Jahr 1812 verliebte sich der junge Friedrich Rückert in die Tochter Maria Elisabeth des Gastwirts Geuß vom Gasthof „Zur Specke“. Ihr widmete er den Gedichtkranz „Amaryllis, ein Sommer auf dem Lande“.
1862 wurde die Landgemeinde Eyrichshof, bestehend aus sieben Orten, dem Pfarrdorf Eyrichshof, den drei Weilern Kurzewind, Siegelfeld und Rotenhan sowie den drei Einöden, Papiermühle, Sachsenhof und Specke in das neu geschaffene bayerische Bezirksamt Ebern eingegliedert. Specke zählte im Jahr 1871 29 Einwohner. Im Jahr 1900 hatte die 573,75 Hektar große Gemeinde 239 Einwohner, von denen 230 Protestanten und 8 Katholiken waren. In dem protestantischen Specke lebten 33 Personen in 6 Wohngebäuden. Die zuständige evangelische Pfarrei und Bekenntnisschule befand sich im 0,5 Kilometer entfernten Nachbarort Eyrichshof. 1925 lebten in dem Weiler 50 Personen in 6 Wohngebäuden.
1950 hatte Specke 55 Einwohner und 7 Wohngebäude. 1970 waren es in dem Weiler 35 und 1987 27 Einwohner sowie 8 Wohngebäude mit 11 Wohnungen.
Am 1. Juli 1971 wurde Eyrichshof mit Specke nach Ebern eingegliedert. Am 1. Juli 1972 folgte im Rahmen der Gebietsreform die Auflösung des Landkreises Ebern und Specke kam zum Haßberg-Kreis. Die evangelischen Einwohner gehören zum Sprengel der Kirchengemeinde Eyrichshof mit Pfarrsitz in Fischbach, die katholischen zum Sprengel der Pfarrei St. Laurentius in Ebern.

## Baudenkmäler

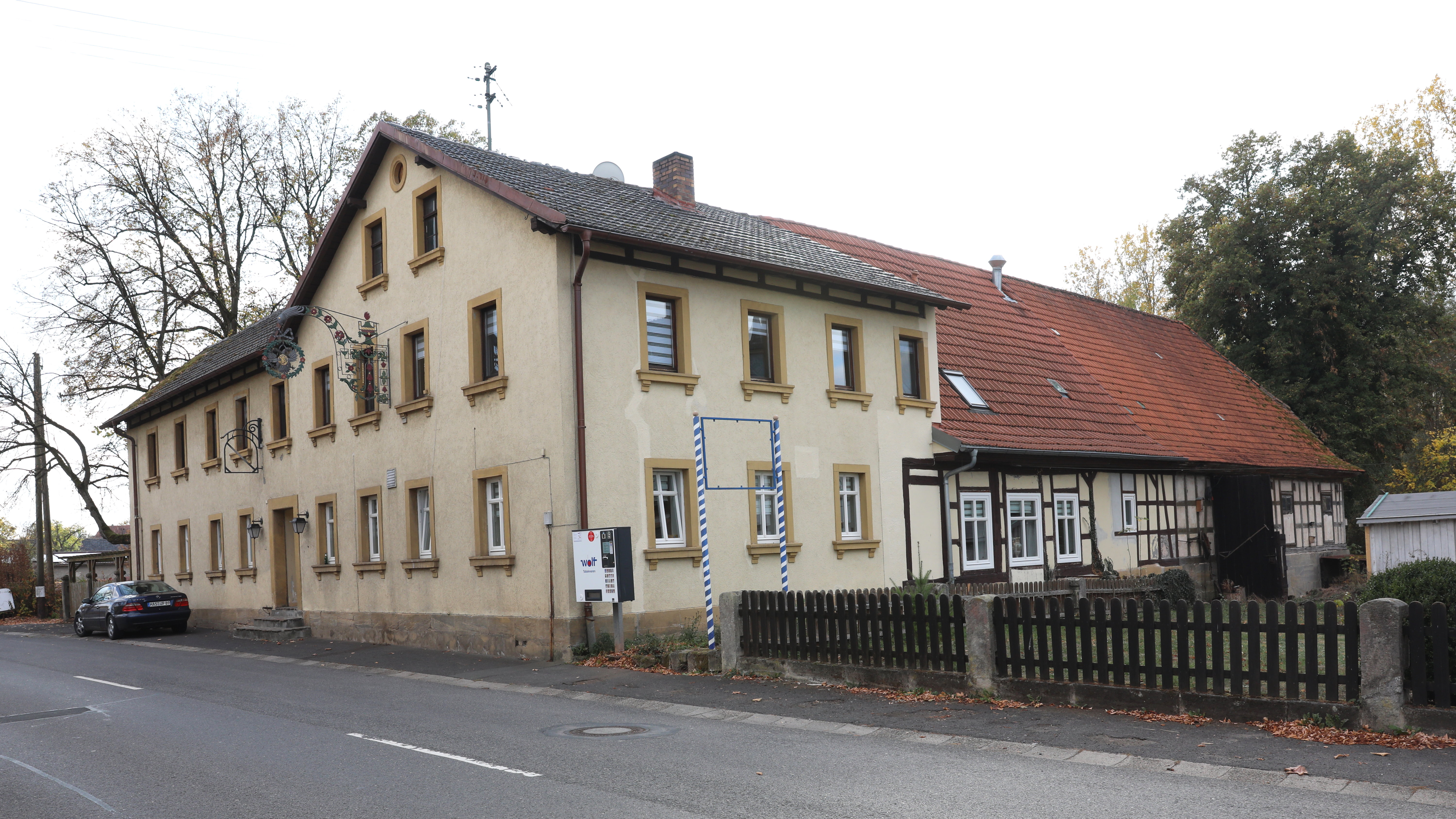
Gasthaus

Das Gebäude des Gasthofes entstand Ende des 19. Jahrhunderts. Es ist ein zweigeschossiger Satteldachbau mit einem traufseitigen Flügel. Das klassizistische Wirtshausschild aus Schmiedeeisen stammt von 1793.
In der Bayerischen Denkmalliste sind insgesamt drei Baudenkmäler aufgeführt.